# シュシー＝アン＝ブリ
シュシー＝アン＝ブリ （Sucy-en-Brie）は、フランス、イル＝ド＝フランス地域圏、ヴァル＝ド＝マルヌ県の都市。

## 概要

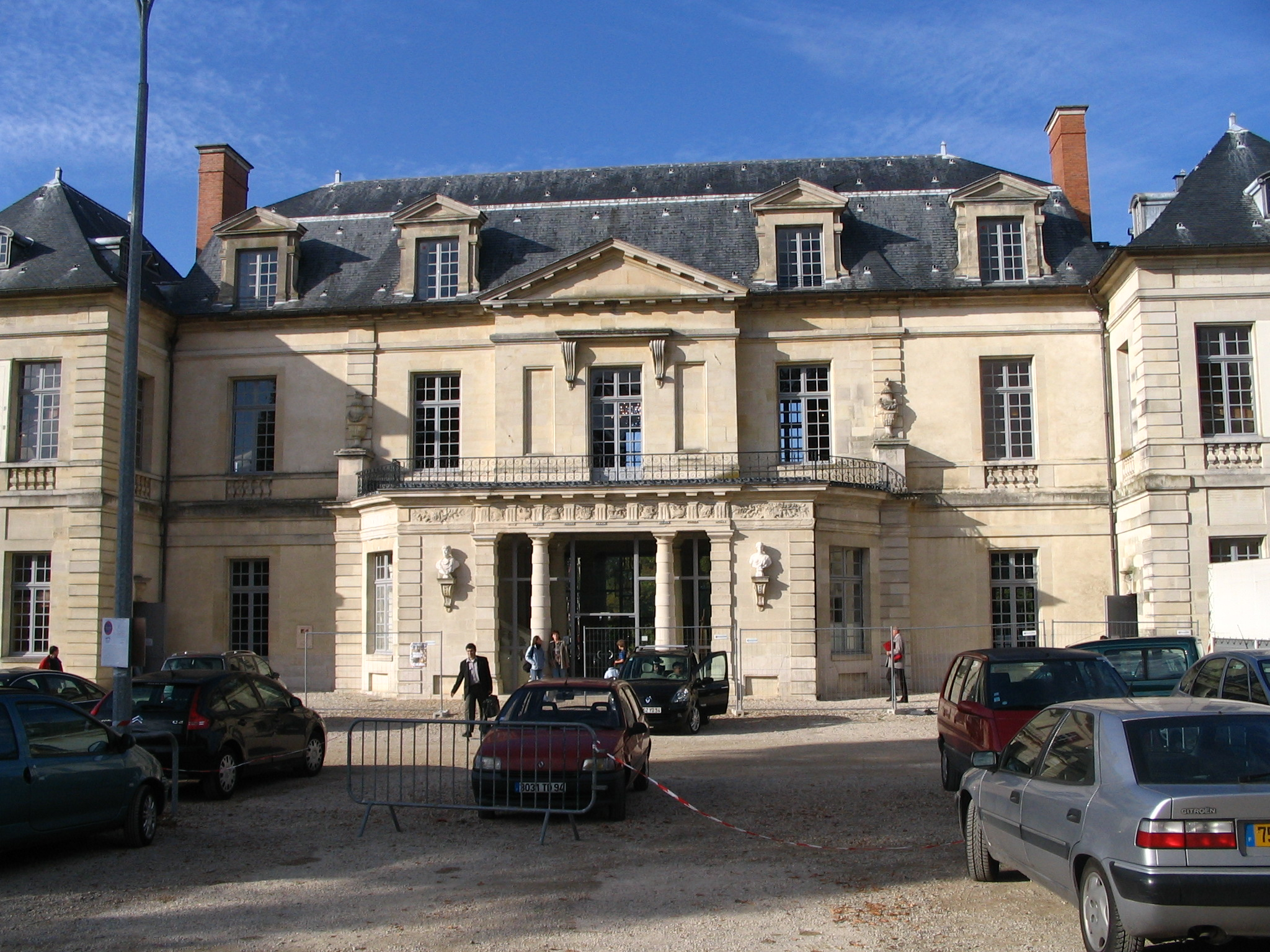
シュシー城

シュシー＝アン＝ブリは、N-14高速道とN-19国道の間にあり、パリから約17km離れている。都市の東部と中心部は平坦である。
フランソワ・ル・ヴォーが設計したシュシー城は、銀行家ニコラ・ランベール（パリのオテル・ランベールの所有者でもあった）のために1660年に建てられた。城の天井画はシャルル・ルブランの手によるものである。修復後、2007年よりコンセルヴァトワールが建物を使用している。

## 交通
- 鉄道 - RER A線シュシー-ボンヌイユ駅

## 姉妹都市
- ビーティッヒハイム＝ビッシンゲン、ドイツ
- サリー・ヒース、イギリス
- オファキム、イスラエル
- トルヒーリョ (ペルー)、ペルー

## 出身者
- アンジュラン・プレルジョカージュ（fr） - アルバニア系フランス人。コンテンポラリー・ダンスの振付師